# Ганцевичи
Ганцевичи (на беларуски: Ганцавічы; на руски: Ганцевичи) е град в Беларус, административен център на Ганцевички район, Брестка област. Населението на града към 1 януари 2018 година е 13 925 души.

## История
Селището е основано през 1898 година.